# Palaiargia eclecta
Palaiargia eclecta – gatunek ważki z rodziny pióronogowatych (Platycnemididae). Jest znany tylko z dwóch stwierdzeń z 1939 roku, które miały miejsce przy jeziorach Paniai w indonezyjskiej części Nowej Gwinei.